# Winter-Schachtelhalm
Der Winter-Schachtelhalm (Equisetum hyemale) ist eine Pflanzenart aus der Gattung der Schachtelhalme (Equisetum) innerhalb der Familie der Schachtelhalmgewächse (Equisetaceae).

## Merkmale

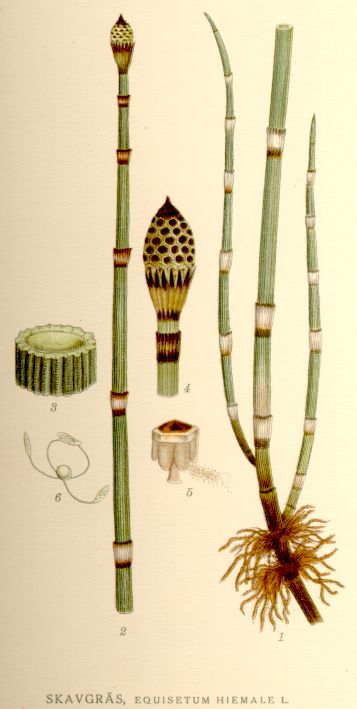
Illustration

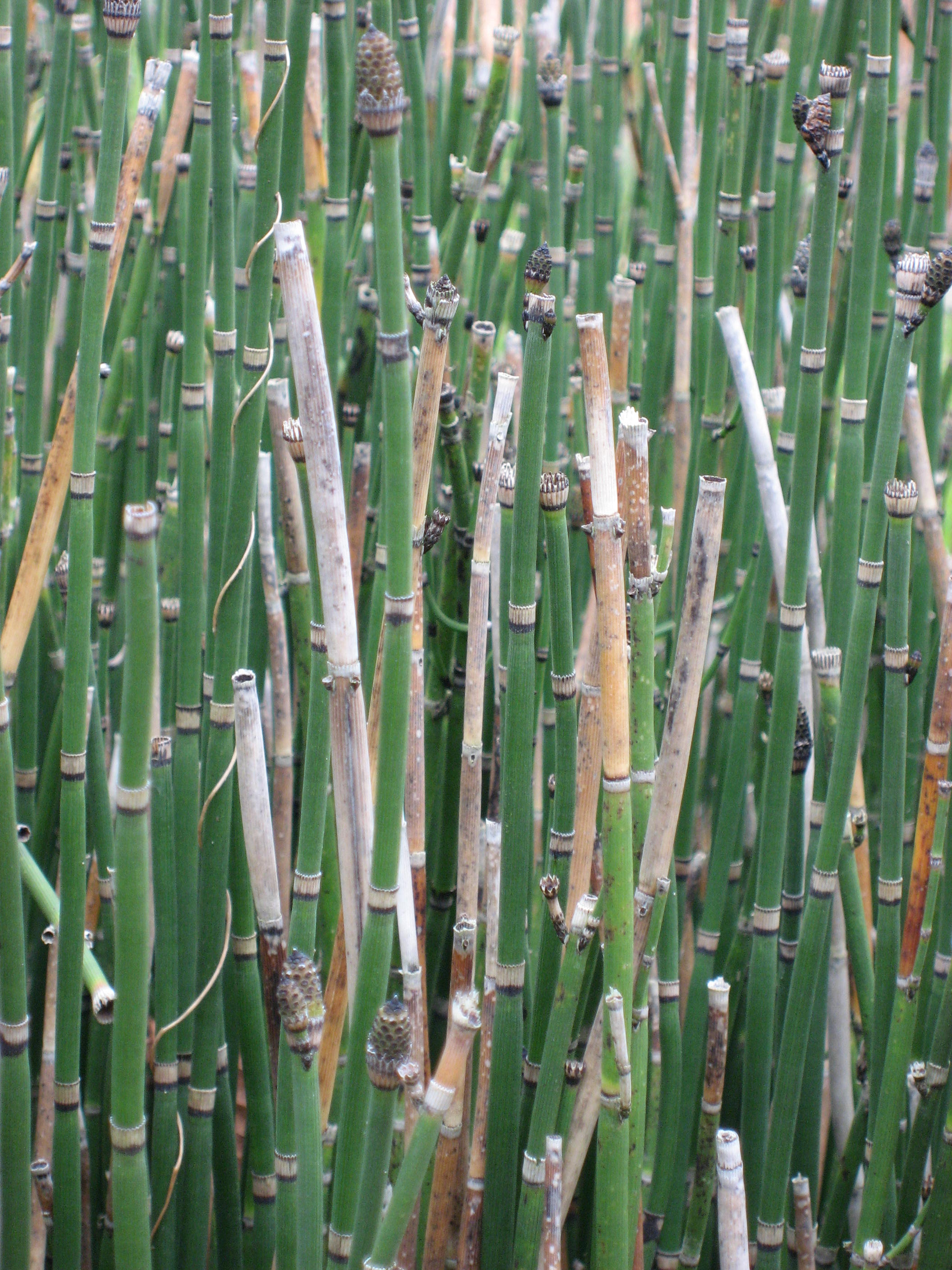
Habitus

Der Winter-Schachtelhalm ist eine immergrüne, ausdauernde krautige Pflanze. Die harten, rauen, meist unverzweigten Sprosse erreichen Wuchshöhen von bis zu 130 Zentimetern und einen Durchmesser von 5 bis 10 Millimetern; der Durchmesser der Zentralhöhle nimmt etwa 2/3 des Stängeldurchmessers ein. Ährentragende und unfruchtbare Sprosse unterscheiden sich nicht; beide sind dunkelgrün und meist ohne Seitenäste. Die Stängelscheiden sind eng anliegend und bis 8 mm lang mit früh abfallenden Zähnen. Die Sprosse haben 15 bis 25 Rippen; jede Rippe hat zwei Kanten, zwischen denen eine flache Vertiefung liegt.
Die bis zu 18 Millimeter lange Ähre läuft in einer kleinen Spitze aus; die Sporen werden von Juni bis August gebildet.
Die Chromosomenzahl beträgt 2n = 216.

## Ökologie
Der Winter-Schachtelhalm ist ein immergrüner Chamaephyt.

## Vorkommen
Der Winter-Schachtelhalm ist circumpolar und nord-eurasiatisch bis submediterran und in Nordamerika verbreitet. In Europa kommt er in fast allen Ländern vor und fehlt nur in Portugal, in der Slowakei und in Belarus.
In Deutschland und angrenzenden Gebieten ist Equisetum hyemale subsp. hyemale verbreitet bis selten. In einigen deutschen Bundesländern gilt sie als gefährdet bis stark gefährdet.
Der Winter-Schachtelhalm kommt in Mitteleuropa oft in größeren Beständen in Auwäldern, Quellmooren, Gebüschen und an Waldsäumen vor, die von Grund- oder Sickerwasser geprägt und oft wechselfeucht sind. Er bevorzugt nährstoff- und basenreiche, milde bis mäßig saure Lehm- und Tonböden (Gleyböden) und ist ein tiefwurzelnder Wasserzugzeiger. Er kommt in der planaren bis collinen Höhenstufe vor. Er erreicht im Schwarzwald aber auch Höhenlagen von bis zu 800 Metern und in den Alpen bis 2600 Meter. In den Allgäuer Alpen steigt er im Kleinen Walsertal im unteren Bärgunttal südwestlich Baad bis zu einer Höhenlage von 1250 Metern auf. Der Winter-Schachtelhalm eine Charakterart des Verbands der Erlen- und Edellaub-Auenwälder (Alno-Ulmion).
Nach Ellenberg ist der Winterschachtelhalm eine Halblichtpflanze und ein Mäßigwärmezeiger, der intermediär kontinental verbreitet ist. Außerdem ist er ein Feuchtezeiger, ein Schwachsäure- bis Schwachbasenzeiger. Die ökologischen Zeigerwerte nach Landolt et al. 2010 sind in der Schweiz: Feuchtezahl F = 4w+ (sehr feucht aber stark wechselnd), Lichtzahl L = 2 (schattig), Reaktionszahl R = 4 (neutral bis basisch), Temperaturzahl T = 3+ (unter-montan und ober-kollin), Nährstoffzahl N = 3 (mäßig nährstoffarm bis mäßig nährstoffreich), Kontinentalitätszahl K = 2 (subozeanisch).

## Systematik
Die Erstveröffentlichung von Equisetum hyemale erfolgte 1753 durch Carl von Linné in Species Plantarum, Tomus II, S.¨1062.
Je nach Autor gibt es etwa zwei Unterarten:
- Equisetum hyemale subsp. affine (Engelm.) Calder & Roy L. Taylor (Syn.: Equisetum praealtum Raf., Equisetum affine Rydb.): Sie kommt in Nordamerika von Alaska bis El Salvador und Guatemala vor und in Japan, China und in Russlands fernem Osten.[1][8] Sie wird 100 bis 200 Zentimeter hoch.[9] Sie wurde in Belgien, in den Niederlanden und in Nordrhein-Westfalen als Gartenflüchtling beobachtet.[9]

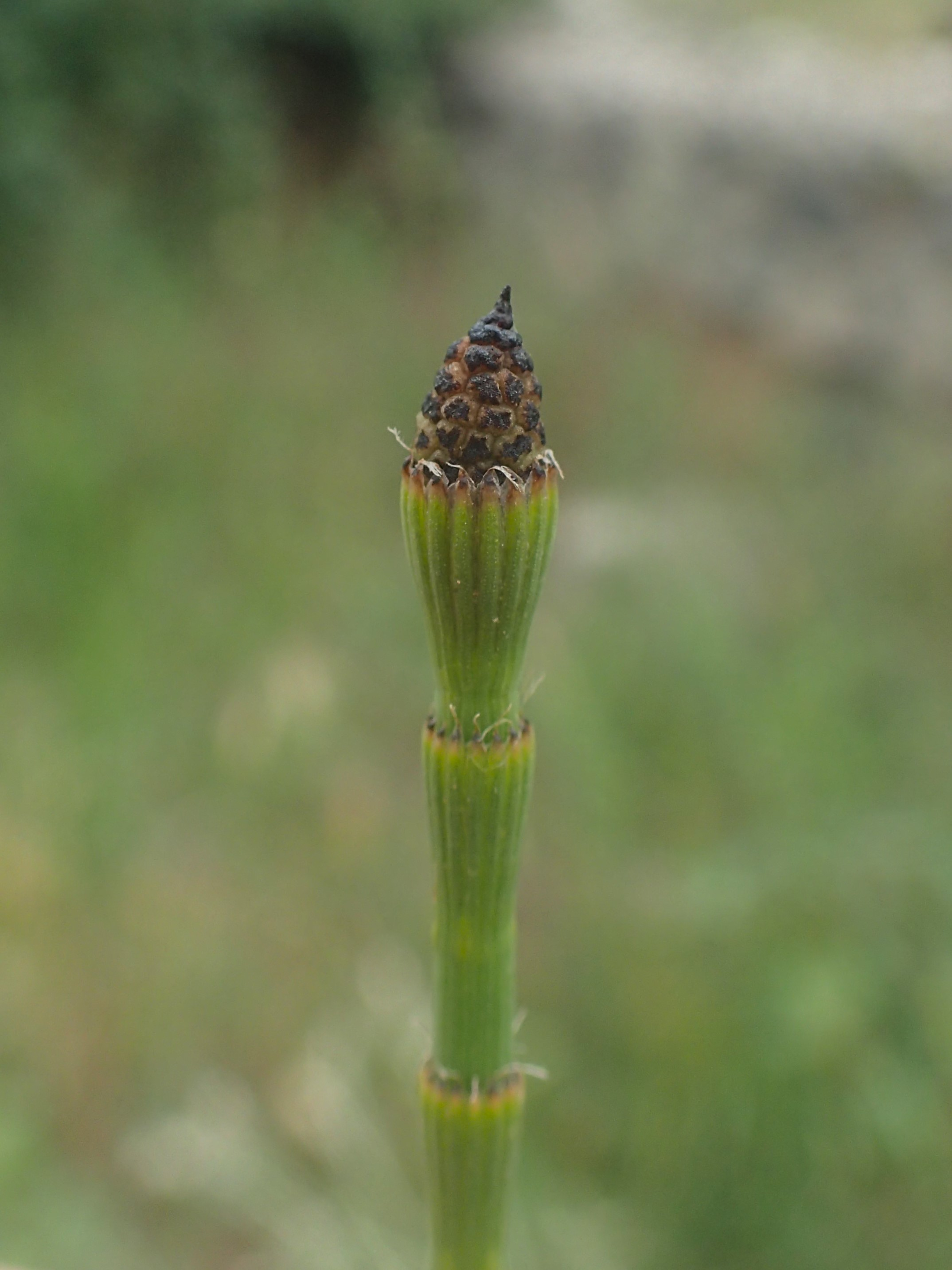
Moores Schachtelhalm (Equisetum ×moorei)

- Equisetum hyemale subsp. hyemale: Sie kommt in Eurasien vor.[8]

### Hybride
Equisetum hyemale bildet Hybriden mit weiteren Arten der Untergattung Equisetum subgen. Hippochaete, wodurch folgende Hybriden entstehen:
- Aufsteigender Schachtelhalm (Equisetum ×ascendens Lubienski & Bennert) = Equisetum hyemale × Equisetum ramosissimum × Equisetum hyemale.[3]
- Geisserts Schachtelhalm (Equisetum ×geissertii Lubienski & Bennert) = Equisetum hyemale × Equisetum ramosissimum × Equisetum variegatum.[3]
- Moores Schachtelhalm (Equisetum ×moorei Newman) = Equisetum hyemale × Equisetum ramosissimum
- Rauer Schachtelhalm (Equisetum ×trachyodon A.Braun) = Equisetum hyemale × Equisetum variegatum
- Equisetum × ferrissii Clute = Equisetum hyemale × Equisetum laevigatum

## Verwendung
Die lettische Volksmedizin nutzt Equisetum hyemale bei Aszites, die mongolische als schweißtreibend und gegen eine „Augenschirmkrankheit“. Durch das Alkaloid Palustrin, neben anderen Begleitalkaloiden, gilt die Art aber als giftig. Arzneilich verwendet wird nur der Acker-Schachtelhalm (Equisetum arvense).
Der Winter-Schachtelhalm wurde vor der Erfindung von Schleifpapier im 19. Jahrhundert in der Holzbildhauerei zum finalen Glätten von Holzoberflächen verwendet. Der US-amerikanische Bildhauer David Esterly konnte dies bei Schnitzereien des Barock-Bildhauers Grinling Gibbons nachweisen, als er mit der Rekonstruktion von Schnitzereien beauftragt war, die beim Brand des Hampton Court Palace im Jahre 1986 verloren gegangen waren. Auf Grund der Struktur ihrer Stängel hinterlassen sie spezifische Kerbungen, die auf den Schnitzereien nachweisbar waren. Weitere Bildhauer, bei denen man sich sicher ist, dass sie in ähnlicher Weise den Winter-Schachtelhalm verwendeten, sind Michel Erhart, Veit Stoss und Tilman Riemenschneider.
Seit einigen Jahren werden Winterschachtelhalme in Gärtnereien für Trockensträuße verwendet („Schlangengras“). Auch als Zierpflanze an Gartenteichen wird die Art eingesetzt.

## Trivialnamen
Für den Winter-Schachtelhalm bestehen bzw. bestanden auch folgende deutschsprachige Trivialnamen: Polirkannenkraut, Polirschachtelhalm, großer Schachtelhalm, Tischlerschachtelhalm und Winterschafthalm.